# Primeiro Consistório Ordinário Público de 1907
O papa Pio criou sete cardeais em 15 de abril de 1907. Isso aumentou o número de cardeais para 62, dos quais 37 eram italianos.

## Cardeais Eleitores
| Nº                 | País               | Nome                                    | Idade              | Cargo                        | Título ou Diaconia                                           |
| Cardeais eleitores | Cardeais eleitores | Cardeais eleitores                      | Cardeais eleitores | Cardeais eleitores           | Cardeais eleitores                                           |
| ------------------ | ------------------ | --------------------------------------- | ------------------ | ---------------------------- | ------------------------------------------------------------ |
| 1                  | Itália             | Aristide Cavallari                      | 58                 | Patriarca do Veneza          | Cardeal-presbítero de Santa Maria em Cosmedin                |
| 2                  | Espanha            | Gregorio María Aguirre y García, O.F.M. | 72                 | Arcebispo da Burgos          | Cardeal-presbítero de São João na Porta Latina               |
| 3                  | Itália             | Aristide Rinaldini                      | 63                 | núncio apostólico na Espanha | Cardeal-presbítero de São Pancrácio                          |
| 4                  | Itália             | Benedetto Lorenzelli                    | 53                 | arcebispo da Lucca           | Cardeal-presbítero de Santa Cruz de Jerusalém                |
| 5                  | Itália             | Pietro Maffi                            | 48                 | Arcebispo da Pisa            | Cardeal-presbítero de São Crisógono                          |
| 6                  | Itália             | Alessandro Lualdi                       | 48                 | Arcebispo da Palermo         | Cardeal-presbítero de Santos André e Gregório no Monte Celio |
| 7                  | Bélgica            | Désiré-Joseph Mercier                   | 55                 | Arcebispo da Malinas         | Cardeal-presbítero de São Pedro Acorrentado                  |

## Link Externo
- «Catholic Hierarchy» (em inglês)